# Mansores
Mansores est une paroisse civile portugaise (en portugais : freguesia) de la municipalité d'Arouca dans le district d'Aveiro.

## Histoire
Le toponyme Mansores, parfois orthographié Manzores ou Mançores, est attesté depuis le XIe siècle. Il proviendrait de l'arabe, signifiant « les enfants de Mançor » (potentiellement en référence à Almanzor).
Rattachée aux municipalités d'Oliveira de Azeméis puis de Fermedo au début du XIXe siècle, Mansores intègre Arouca en 1855.

## Démographie
Lors du recensement de 2021, Mansores compte 1 100 habitants.